# Jon Leuer
Jon Leuer (* 14. Mai 1989 in Long Lake, Minnesota) ist ein ehemaliger US-amerikanischer Basketballspieler. Er bestritt 390 Spiele in der NBA.

## Werdegang
Leuer studierte im Hauptfach Geschichte an der University of Wisconsin und gehörte zwischen 2009 und 2011 der Basketballhochschulmannschaft an, für die er im Mittel 17,1 Punkte erzielte. Nach 123 Einsätzen für Wisconsin wechselte er ins Profilager.
Er spielte während des NBA-Lockouts bis Dezember 2011 beim Bundesliga-Verein Skyliners Frankfurt. In zehn Bundesliga-Spielen erzielte Leuer im Schnitt 14,8 Punkte. Danach unterschrieb er einen Vertrag bei der NBA-Mannschaft Milwaukee Bucks, die ihn im NBA-Draft 2011 an 40. Stelle gewählt hatte. 
Nach einer Saison wurde er von den Bucks zu den Houston Rockets transferiert. Dort wurde sein Vertrag nach einigen Tagen wieder aufgelöst und Leuer unterschrieb daraufhin bei den Cleveland Cavaliers. 
Im Januar 2013 wurde Leuer von den Cavaliers an die Memphis Grizzlies abgegeben. Dort unterzeichnete er im Sommer 2013 einen neuen Vertrag mit einer Laufzeit bis 2016. Nach zwei Jahren bei den Grizzlies wurde Leuer im Sommer 2015 zu den Phoenix Suns abgegeben, im Gegenzug erhielt Memphis die Rechte an Andrew Harrison.
Im Sommer 2016 unterzeichnete Leuer einen Vierjahresvertrag bei den Detroit Pistons. In der Hauptrunde des Spieljahres 2016/17 erreichte er mit 25,9 Minuten je Begegnung den höchsten Einsatzwert seiner NBA-Jahre, auch seine durchschnittlich 10,2 Punkte übertraf er weder vorher noch nachher. Er spielte bis Ende der Spielzeit 2018/19 für die Pistons. Am 24. Mai 2020 gab er aus gesundheitlichen Gründen sein Karriereende bekannt.